# Перилай (сын Антипатра)
Перилай (др.-греч. Περίλαος) — знатный македонянин, сын диадоха Антипатра и младший брат Кассандра.
Родился после 350 года до н. э. По предположению В. Хеккеля, во время походов Александра Македонского Перилай находился в столице Пелле с отцом, который был наместником царя в Македонии.
Имя Перилая встречается лишь в одном античном источнике — «Моралиях» Плутарха. Греческий писатель приводит деятельность Перилая в качестве примера проявления братской любви. Согласно Плутарху, Перилай мог замещать брата Кассандра, который был царём Македонии, при руководстве войском и принятии решений по внутригосударственным вопросам.
Немецкий историк Г. Берве подчёркивал, что нельзя отождествлять Перилая, сына Антипатра, с Перилаем, гетайром Александра Македонского и полководцем Антигона I.
Ещё по одной версии, «Перилай» является результатом ошибки Плутарха или кого-то из переписчиков оригинального текста в передаче имени одного из наиболее близких и доверенных лиц Кассандра военачальника Препелая.